# Nola paroxynta
Nola paroxynta är en fjärilsart som beskrevs av Edward Meyrick 1886. Nola paroxynta ingår i släktet Nola och familjen trågspinnare. Inga underarter finns listade i Catalogue of Life.